# Kingdom Come (együttes)
A Kingdom Come német-amerikai rockegyüttes.

## Története
A zenekar 1987-ben alakult Hamburgban, az énekes Lenny Wolf korábbi zenekara, a Stone Fury feloszlása után. Felfogadta maga mellé Danny Stag gitárost, Rick Steier gitárost, James Kottak dobost, és Johnny B. Frank billentyűs-basszusgitárost. Első nagylemezüket 1988-ben jelentették meg, amely az együttes nevét viselte. Az albumról két dalt, a "Get It On" és a "What Love Can Be"-t gyakran játszották az amerikai rádiók, utóbbi számot az MTV is rendszeresen játszotta. Az album platina státuszt ért el Németországban, az Egyesült Államokban és Kanadában. Ezután a zenekar az 1988-as Monsters of Rock fesztiválon is játszott, olyan nagy nevek mellett, mint a Scorpions, Dokken, Metallica és Van Halen. Második albumuk egy évvel később, 1989-ben került piacra, "In Your Face" címmel.
Harmadik lemezüket 1991-ben adták ki, "Hands of Time" címmel. Az együttes azóta is turnézik és ad ki albumokat, eddigi utolsó nagylemezük 2013-ban jelent meg.
2016. augusztus 11.-én Lenny Wolf bejelentette, hogy a Kingdom Come feloszlik, azonban 2018 júniusában az együttes eredeti felállása, Wolf nélkül, bejelentették, hogy turnézni fognak 2018-ban és 2019-ben, az első albumuk és az In Your Face harmincadik évfordulójának ünneplése alkalmából. Wolf helyére Keith St. John került a Montrose-ból és a Lynch Mobból.
Az együttes hard rock, heavy metal, glam metal, blues és indusztriális rock műfajokban játszik. A legelső albumuk hangzásvilága leginkább a Led Zeppelin jellegű blues-rock-ra hajazott, melynek hatására többen azt hitték, hogy a valódi Led Zeppelin-ről van szó. A kritikusok "Kingdom Clone"nak hívták az együttest eleinte, a hasonló hangzásvilág miatt. Jimmy Page is kifejtette véleményét a Kingdom Come-ról.

## Hatásaik
Azon kívül, hogy az első albumuk a Led Zeppelinre hajazott hangzásvilágban, Lenny Wolf hatásként a The Beatles-t és az AC/DC-t tette meg (főleg a Bon Scott korszakot).

## Tagok
- Keith St. John - ének (2018-)
- Danny Stag - gitár
- Rick Steier - ritmusgitár, billentyűk (1987-1989, 2018-)
- Johnny "JB" Frank - basszusgitár
- James Kottak - dob, ütős hangszerek (1987-1989, 2018-)

Korábbi tagok
- Lenny Wolf - ének, gitár (1987-2016)
- Dion Murdock - dob, ütős hangszerek (1997)
- Billy Liesgang - gitár
- Arjen Anthony Lucassen - gitár
- Heiko Radke-Sieb - gitár
- Bam Bam Shiblei - dob, ütős hangszerek
- Mirko Schaffer - basszusgitár
- Mark Cross - dob
- Blues Saraceno - gitár
- Nils Finkeisen - gitár
- Hendrik Thiesbrummel - dob

## Diszkográfia
Stúdióalbumok
- Kingdom Come (1988)
- In Your Face (1989)
- Hands of Time (1991)
- Bad Image (1993)
- Twilight Cruise (1995)
- Master Seven (1997)
- Too (2000)
- Independent (2002)
- Perpetual (2004)
- Ain't Crying for the Moon (2006)
- Magnified (2009)
- Rendered Waters (2011)
- Outlier (2013)

Válogatáslemezek
- Live & Unplugged (1996)
- 20th Century Masters - The Millennium Collection: The Best of Kingdom Come (2003)